# Igreja de São Miguel (Coxwold)

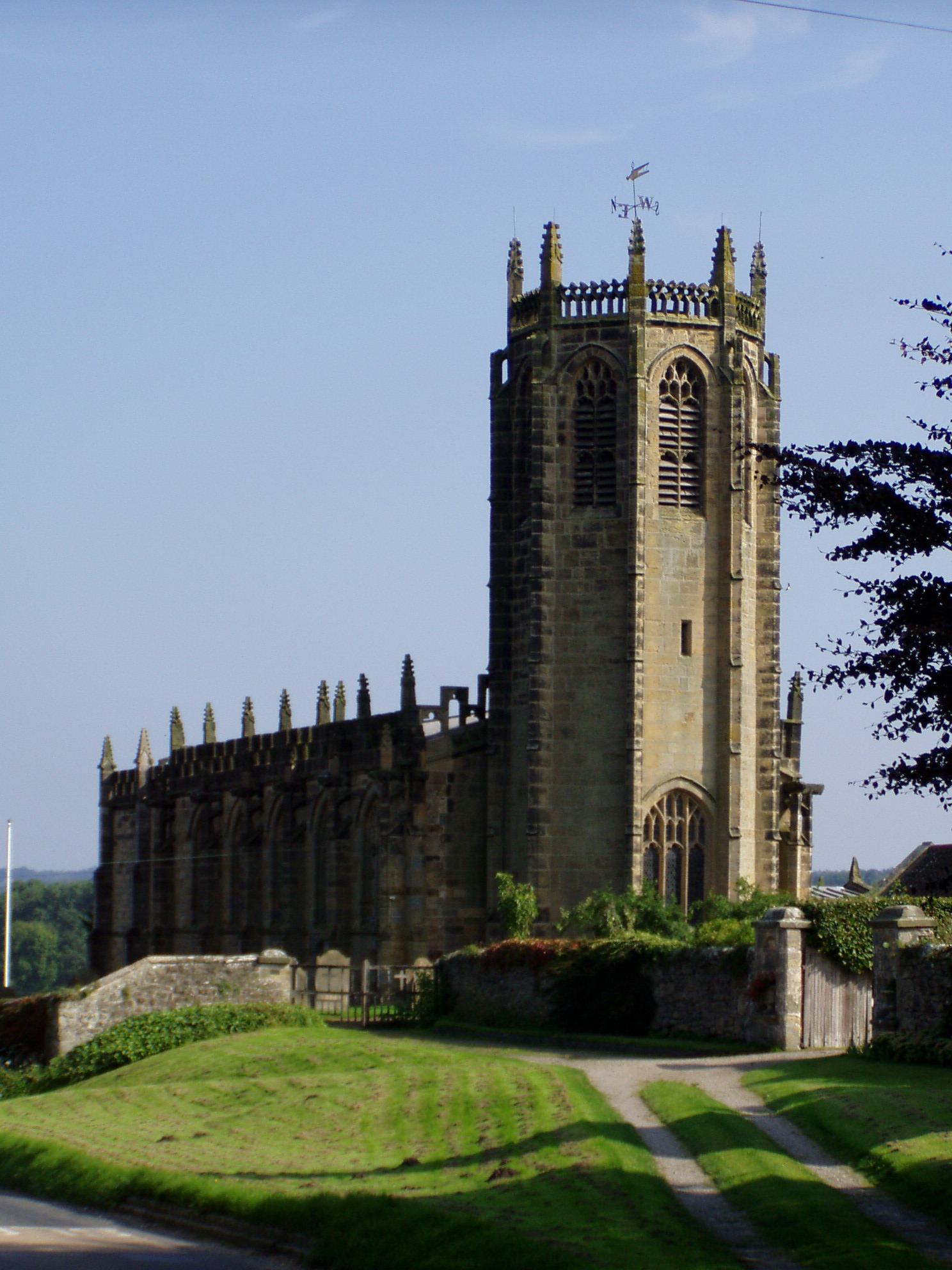
Igreja de São Miguel, em Coxwold

A Igreja de São Miguel é uma igreja paroquial anglicana em Coxwold, North Yorkshire, em Inglaterra. A Paróquia de Coxwold faz parte da Diocese de York da Igreja da Inglaterra.
A igreja mais antiga no local data do período anglo-saxão. Essa igreja foi substituída por uma normanda construída no século XI, e que por sua vez foi substituída pela igreja actual, que foi construída em 1430. A igreja é de estilo perpendicular, e entre as suas características incomuns estão uma torre octogonal e uma grade do altar em forma de língua. A igreja é um edifício listado de grau I.

## Galeria

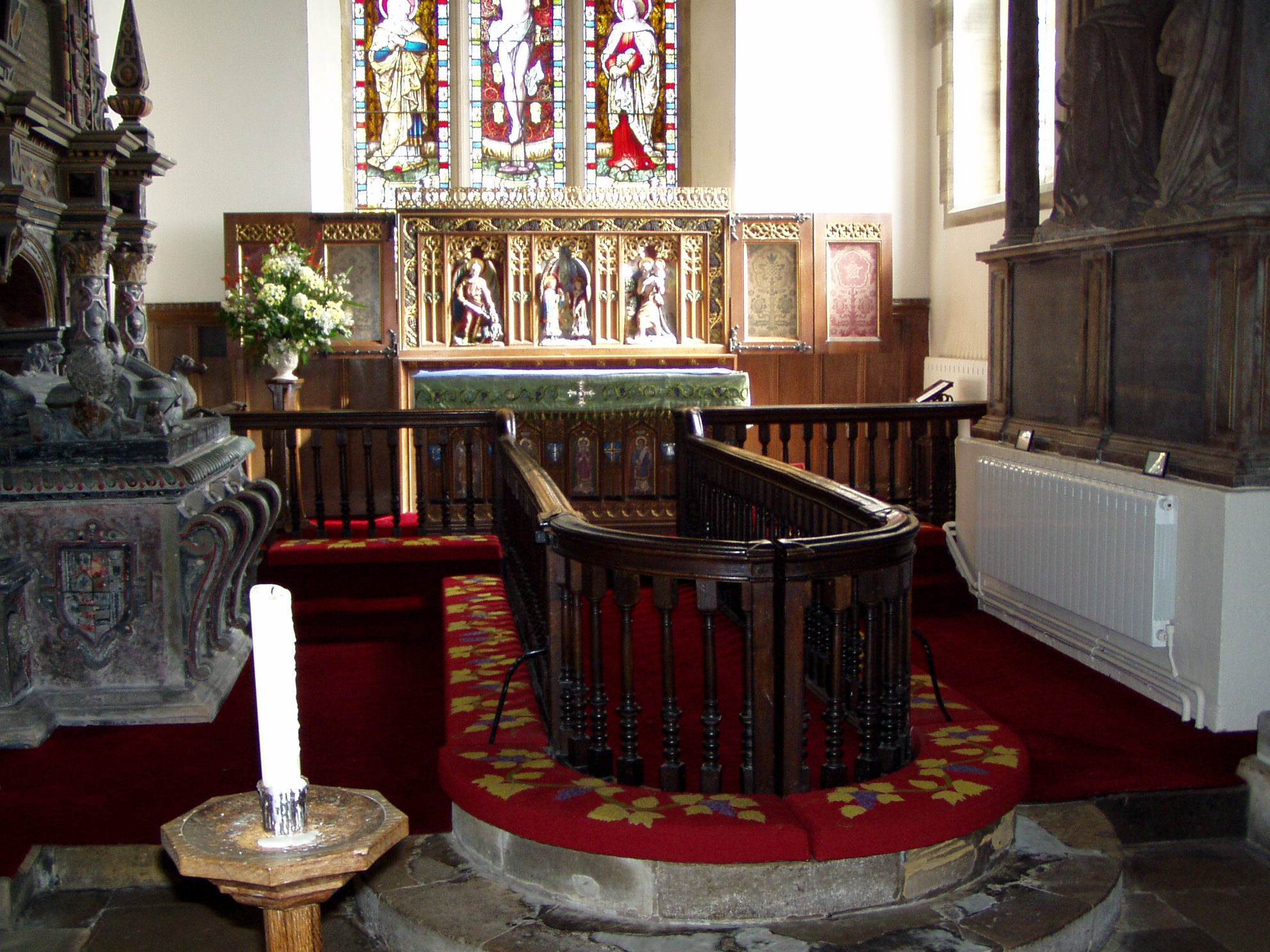
Capela-mor de São Miguel
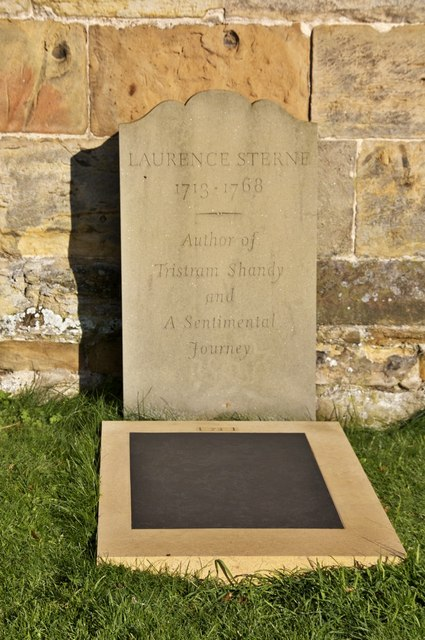
Lápide de Laurence Sterne
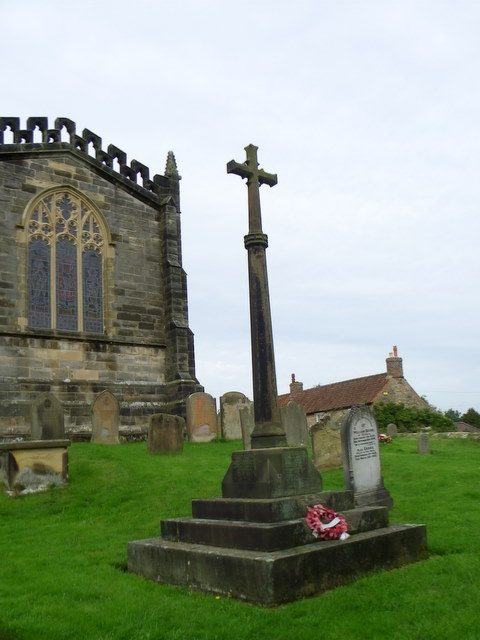
Memorial de guerra